# Daniel Choi
Daniel Choi (* 22. Februar 1986 in Seoul) ist ein südkoreanischer Schauspieler. Außerdem ist er Moderator der englischen Nachrichtensendung auf KBS World Radio.

## Filmografie

### Filme
- 2009: Yoga Hakwon (요가학원)
- 2010: Cyrano Agency (시라노; 연애조작단 Sirano; Yeonaejojakdan)
- 2012: The Traffickers (공모자들 Gongmojadeul)
- 2012: The Peach Tree (복숭아나무 Boksunga-namu)
- 2013: AM 11:00 (열한시 Yeolhan-si)
- 2014: The Con Artists (기술자들 Gisulja-deul)
- 2015: The Chronicles of Evil (악의 연대기 Ak-ui Yeondaegi)

### Fernsehserien
- 2000: School Stories (EBS)
- 2005: Golden Apple (황금사과 Hwanggeum Sagwa, KBS2)
- 2008: The World That They Live In (그들이 사는 세상 Geudeuri Saneun Sesang, KBS2)
- 2008: General Hospital 2 (종합병원 2 Jonghapbyeongwon 2, MBC)
- 2009: Good Job, Good Job (잘했군 잘했어 Jalhaetgun Jalhaesseo, MBC)
- 2009: High Kick Through The Roof (지붕뚫고 하이킥 Jibungttulgo Haikik, MBC)
- 2010: Once Upon a Time in Saengchori (원스 어폰 어 타임 인 생초리, tvN)
- 2011: Baby Faced Beauty (동안미녀 Donganminyeo, KBS2)
- 2011: The Musical (더 뮤지컬, SBS)
- 2012: High Kick! Revenge of the Short Legged (하이킥! 짧은 다리의 역습 Haikik! Jjalbeun Dari-eu Yeokseup, MBC)
- 2012: Ji Woon-soo’s Stroke of Luck (지운수대통 Ji Un-su Daetong, TV Chosun)
- 2012: Phantom (유령 Yuryeong, Episoden 1, 2, 6, SBS})
- 2013: School 2013 (학교 2013 Hakkyo 2013, KBS2)
- 2013: Yeonae-reul Gidaehae (연애를 기대해 Yeonae-reul Gidaehae, KBS2)
- 2014: Big Man (빅맨, KBS2)